# Nastro d'argento a la millor pel·lícula
El Nastro d'argento (Cinta de plata) és un premi cinematogràfic concedit anyalment, des de 1946, pel Sindicat Nacional de Periodistes Cinematogràfics Italians (Sindacato Nazionale dei Giornalisti Cinematografici Italiani) l'associació italiana de crítics de cinema. Aquesta és la llista dels guanyadors del Nastro d'argento a la millor pel·lícula, concedit des del 2017 en separar-se del premi al millor director.

## Guanyadors
Els guanyadors estan indicats en negreta, seguits dels altres candidats.

### Anys 2017-2019
- 2017: La tenerezza, dirigida per Gianni Amelio
  - Fiore, dirigida per Claudio Giovannesi
  - Fortunata, dirigida per Sergio Castellitto
  - Indivisibili, dirigida per Edoardo De Angelis
  - Tutto quello che vuoi, dirigida per Francesco Bruni
- 2018: Dogman, dirigida per Matteo Garrone
  - A Ciambra, dirigida per Jonas Carpignano
  - Chiamami col tuo nome, dirigida per Luca Guadagnino
  - Lazzaro felice, dirigida per Alice Rohrwacher
  - Loro, dirigida per Paolo Sorrentino
- 2019: Il traditore, dirigida per Marco Bellocchio[3]
  - Euforia, dirigida per Valeria Golino
  - Il primo re, dirigida per Matteo Rovere
  - La paranza dei bambini, dirigida per Claudio Giovannesi
  - Suspiria, dirigida per Luca Guadagnino

### Anny 2020-2029
- 2020: Favolacce, dirigida per Damiano e Fabio D'Innocenzo
  - Gli anni più belli, dirigida per Gabriele Muccino
  - Hammamet, dirigida per Gianni Amelio
  - La dea fortuna, dirigida per Ferzan Ozpetek
  - Pinocchio, dirigida per Matteo Garrone